# Crunch

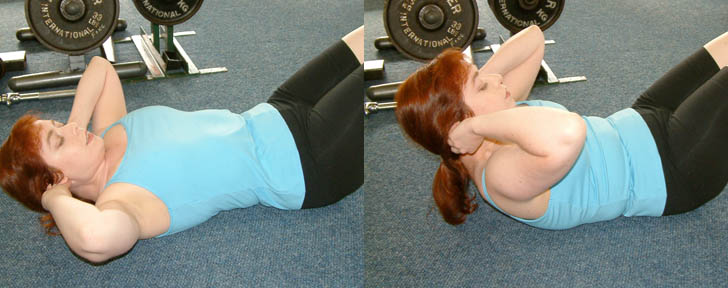
Execució del crunch

El crunch o enrotllament, de vegades també anomenat curl-up, és un exercici destinat a entrenar els músculs abdominals, en particular el recte abdominal.

## Execució
El crunch es fa estirat d'esquena, amb les cames separades a l'alçada del maluc i en posició flexionada, aixecant el tors en direcció a la pelvis que ha de romandre ben recolzada. Durant la realització, els braços es poden col·locar al llarg de l'esquena, a través del pit o al costat del cap amb els dits tocant les temples. En la fase en què s'eleva el tors es produeix una contracció dels músculs abdominals, mentre que en la fase de descens aquests músculs s'allarguen. Diverses investigacions suggereixen un angle ideal, quan s'aixeca la columna vertebral, de 30-40 graus després d'aixecar els omòplats del terra; més enllà dels 30 graus els flexors del maluc també comencen a actuar.
El crunch es considera un dels millors exercicis capaços d'enfortir i isloar la musculatura abdominal, sense presentar els riscos per a la part baixa de l'esquena típics dels abdominals, aquest darrer exercici implicant considerablement els flexors dels engonals que atenyen una posició final asseguda.

## Variants
El clàssic crunch és un exercici de cos lliure que es pot realitzar simplement estirat a terra. Hi ha diverses altres variacions que es poden realitzar sobre un banc, una pilota d'exercici o amb els genolls aixecats i col·locats sobre un suport, etc. El crunch també es pot realitzar amb cables, amb l'ajuda d'una màquina de cable.
Menció especial mereixen el crunch invertit i el crunch amb torsió, puix que es tracta d'exercicis capaços de centrar el seu estímul més a la part inferior dels abdominals i al múscul abdominal oblic respectivament. En el crunch invers la pelvis s'eleva cap al tronc, amb la part superior de l'esquena ben fixada a terra, mentre que el crunch amb gir es diferencia del crunch clàssic precisament pels girs laterals contemporanis del tors.

## Nota
1. ↑   Core Assesment Training.  Human Kinetics, 2010, p. 68. ISBN 0736073841.
2. ↑  Laban, M. M., Raptou, A. D., & Johnson, E. W. (1965). Electromyographic study of function of iliopsoas muscle. Archives of Physical Medicine and Rehabilitation, 46, 676-679
3. ↑  Plowman, S. A. (1992). Physical activity, physical fitness, and low back pain. In J. O. Holloszy (Ed.), Exercise and Sport Sciences Reviews (pp. 221-242). Baltimore: Williams & Wilkins.
4. ↑  Rasch, P. J., & Burke, R. K. (1978). Kinesiology and applied anatomy (6th ed.). Philadelphia: Lea & Fibiger.
5. ↑  Ricci, B., Marchetti, M., & Figura, F. (1981). Biomechanics of sit-up exercises. Medicine and Science in Sports and Exercise, 13, 54-59
6. ↑  Mutoh et al. The relation between sit-up exercises and the occurrence of low back pain. In H. Matsui &. K. Kobayashi. (Eds.), International series on biomechanics, Biomechanics VIII A (pp. 180-185). Baltimore: University Park Press.